# Хелхи-Хабдзино
Хелхи-Хабдзино (пол. Chełchy-Chabdzyno) — село в Польщі, у гміні Карнево Маковського повіту Мазовецького воєводства.
Населення — 103 особи (2011).
У 1975-1998 роках село належало до Цехановського воєводства.

## Демографія
Демографічна структура станом на 31 березня 2011 року:
|          | Загалом | Допрацездатний вік | Працездатний вік | Постпрацездатний вік |
| -------- | ------- | ------------------ | ---------------- | -------------------- |
| Чоловіки | 58      | 15                 | 40               | 3                    |
| Жінки    | 45      | 9                  | 28               | 8                    |
| Разом    | 103     | 24                 | 68               | 11                   |